# Nicolai Cleve Broch
Nicolai Cleve Broch (Bærum, 14 novembre 1975) è un attore norvegese di teatro, cinema e televisione. È stato anche aiuto regista.

## Biografia
Nato a Bærum nel 1975, cresciuto a Oslo, esordì sullo schermo nel 1995 nel ruolo di Ulf in Sebastian, un adattamento del romanzo di Per Knutsen. Attore teatrale, ha frequentato dal 1996 al 1999 l'Accademia Nazionale Teatrale Norvegese.

## Filmografia parziale
- Sebastian, regia di Svend Wam (1995).
- Essential Killing, regia di Jerzy Skolimowski (2010).
- Il mistero di Ragnarok (Gåten Ragnarok), regia di Mikkel Brænne Sandemose (2013).
- Beforeigners - serie TV, 1-2 stagione, 12 episodi (2019).
- Omicidi a Sandhamn - serie TV.